# 밥 더 빌더
《밥 더 빌더》(Bob the Builder)는 영국에서 제작한 어린이 텔레비전 애니메이션 시리즈이다. 국내에서는 2000년에 한국방송공사에서 《뚝딱마을 통통아저씨》라는 이름으로 KBS 2TV의 어린이 프로그램 《동화나라 꿈동산》의 한 코너로 방영되었으며, 이후 2006년, 미라클상사가 이 프로그램의 판권을 가져와 2013년까지 EBS에서 방영되었다.